# کروپ
کروپ (به آلمانی: Kropp) یک شهر در آلمان است که در اشلسویگ-فلنسبورگ واقع شده‌است. کروپ ۶٬۴۰۷ نفر جمعیت دارد.